# Emmerson Mnangagwa
Emmerson Mnangagwa   (Zvishavane, 15 de setembre de 1942) és un polític de zimbabuès que exerceix com a president de Zimbàbue des del 24 de novembre de 2017. Membre de Zimbabwe African National Union – Patriotic Front (ZANU–PF) i antic col·laborador de l'expresident Robert Mugabe, va ocupar una sèrie de carteres ministerials i va ser vicepresident de Mugabe, fins que va arribar al poder per mitjà del cop d'estat a Zimbàbue de 2017. Va aconseguir el seu primer mandat complet com a president a les controvertides eleccions generals del 2018. Més endavant, Mnangagwa va ser reelegit a les eleccions generals d'agost de 2023 amb el 52,6% dels vots.

## Biografia
Emmerson Mnangagwa va néixer el 1942 a Shabani, a Rhodèsia del Sud, en una família xona. Els seus pares eren agricultors, i a la dècada del 1950 ell i la seva família es van veure obligats a traslladar-se a Rhodèsia del Nord per motiu de l'activisme anticolonial del seu pare.
El 1963 es va unir al flamant Exèrcit d'Alliberament Nacional Africà de Zimbàbue, l'ala militant de la Unió Nacional Africana de Zimbàbue (ZANU). Va tornar a Rhodèsia el 1964 com a líder de la «Colla dels Cocodrils», un grup que atacava granges de propietat blanca a les Terres Altes Orientals. El 1965, va assaltar un tren prop de Fort Victoria (ara Masvingo) i va ser empresonat durant deu anys, després dels quals va ser alliberat i deportat a l'acabada d'independitzar Zàmbia. Més endavant va estudiar dret a la Universitat de Zàmbia i va exercir com a advocat durant dos anys abans d'anar a Moçambic per aincorporar-se a ZANU. A Moçambic va ser assignat com a assistent i guardaespatlles de Robert Mugabe, a qui va acompanyar a l'Acord de Lancaster House que va donar lloc a la independència reconeguda de Zimbàbue el 1980.
Després de la independència, Mnangagwa va ocupar una sèrie d'alts càrrecs al gabinet de Mugabe. De 1980 a 1988, va ser el primer ministre de Seguretat de l'Estat del país i va supervisar l'Organització Central d'Intel·ligència. El seu paper en les massacres de Gukurahundi, en què milers de civils matabeles van ser assassinats durant el seu mandat és encara font de controvèrsia. Mnangagwa va ser ministre de Justícia, Afers Jurídics i Parlamentaris del 1989 al 2000, i després president del Parlament del 2000 fins al 2005, quan va ser degradat a ministre d'Habitatge Rural per haver optat obertament a succeir Mugabe. Va tornar a la primera línia política durant les eleccions generals de 2008, en què va dirigir la campanya de Mugabe, orquestrant la violència política contra l'opositor Moviment per al Canvi Democràtic–Tsvangirai. Mnangagwa va exercir com a ministre de Defensa des del 2009 fins al 2013, quan va tornar a ser ministre de Justícia. També va ser nomenat primer vicepresident el 2014 i es va postular com un dels principals candidats per succeir a Mugabe.
L'ascens de Mnangagwa va ser obstaculitzat per l'esposa de Mugabe, Grace Mugabe, i la seva facció política Generation 40. Mugabe va acomiadar Mnangagwa dels seus càrrecs el novembre de 2017 i va fugir a Sud-àfrica. Poc després, el general Constantino Chiwenga, amb el suport d'elements de les Forces de Defensa de Zimbàbue i membres de la facció política Lacoste de Mnangagwa, va organitzar un cop d'estat. Després de perdre el suport de ZANU-PF, Mugabe va dimitir i Mnangagwa va tornar a Zimbàbue per assumir-ne la presidència.
Mnangagwa és sobrenomenat Garwe o Ngwena, que en xona significa «El cocodril», atès que és el nom del grup guerriller que va fundar i, a més, denota la seva astúcia política. Com a reflex d'això, la facció pro-Mnangagwa dins de ZANU-PF rep el nom de Lacoste com la multinacional francesa de roba, coneguda pel seu logotip de cocodril. També se'l coneix a la seva província natal de Midlands com «el Padrí». Mnangagwa va ser inclòs a la llista de les 100 persones més influents del 2018 de la revista Time.